# Fos Cavous LNG-terminal
Fos Cavaous LNG-terminal är en fransk terminal för flytande naturgas (LNG) i Fos-sur-Mer. Den är en del av Marseilles hamn och ägs och drivs av Fosmax LNG SA, ett företag som ägs av Elengy. Elengy är i sin tur ett dotterföretag till Engie. Terminalen uppfördes ursprungligen av GDF Suez (72%) och  Total(28%). 
Terminalen har en kapacitet att omsätta 6,6 miljoner ton per år. Den har tre lagringstankar med en sammanlagd lagringskapacitet på 330 000 kubikmeter.
Terminalen kan ta emot de största LNG-fartygen av typ Q-Max.